# I Корпети (Беневенто)
I Корпети је насеље у Италији у округу Беневенто, региону Кампанија.
Према процени из 2011. у насељу је живело 11 становника. Насеље се налази на надморској висини од 658 м.